# Jacob Mampuya
Jacob Mampuya (* 4. Oktober 1994 in Berlin) ist ein deutscher Basketballspieler kongolesischer Abstammung.

## Laufbahn
Mampuya, dessen Eltern zu Beginn der 1990er Jahre von der Demokratischen Republik Kongo nach Deutschland zogen, wurde in Berlin geboren und spielte in seiner Heimatstadt Basketball in den Nachwuchsabteilungen des TuS Neukölln und des TuS Lichterfelde. Mit der Internationalen Berliner Basketball-Akademie (IBBA) wurde er 2010 deutscher U16-Meister.
2010 wechselte er nach Bremerhaven, wo er im Jugendbereich für die Eisbären spielte und darüber hinaus bei der BSG Bremerhaven (zweite Regionalliga) Erfahrung im Herrenbereich sammelte. 2013 verließ er Deutschland und ging für ein Jahr in die Vereinigten Staaten, wo er an der St. Louis Christian Academy (Bundesstaat Missouri) weilte, dort zur Schule ging und seine Basketballkarriere vorantrieb.
Im Vorfeld der Saison 2014/15 unterschrieb er beim Zweitligisten VfL Kirchheim/Teck seinen ersten Vertrag als Berufsbasketballspieler, blieb bei den „Rittern“ aber Ergänzungsspieler. Im Sommer 2015 wechselte er nach Niedersachsen und schloss sich dem Quakenbrücker Verein Artland Dragons an, der nach dem Rückzug aus der ersten Liga in der drittklassigen 2. Bundesliga ProB ins Rennen ging. Die Saison 2016/17 begann Mampuya bei den Giants Nördlingen in der ProB-Südstaffel und wechselte zu Jahresbeginn 2017 innerhalb der Liga zum PS Karlsruhe. Mit den „Löwen“ wurde er Vizemeister, was den Aufstieg in die 2. Bundesliga ProA bedeutete. Mampuya trug zu diesem Erfolg in 17 Einsätzen für Karlsruhe im Durchschnitt 8,2 Punkte sowie 3,3 Rebounds je Begegnung bei.
Im Juli 2017 wechselte er zu den Walter Tigers Tübingen in die Basketball-Bundesliga. Im Spieljahr 2017/18 wurde er von den Tübingern in 16 Bundesliga-Partien eingesetzt und kam auf einen Punkteschnitt von 2,3. Darüber hinaus stand er in 14 Regionalliga-Spielen für den SV 03 Tübingen auf dem Feld und war mit einem Durchschnitt von 22,4 Punkten je Begegnung bester Korbschütze der Mannschaft.
Anfang Dezember 2018 trennten sich Mampuya und die Tübinger. Er hatte in der Saison 2018/19 bis zu diesem Zeitpunkt acht Zweitligaspiele für die Mannschaft bestritten und dabei im Schnitt 4,9 Punkte je Begegnung erzielt. Kurz darauf wechselte er innerhalb der Liga zum FC Schalke 04, ehe er in der Sommerpause 2019 zu den Scanplus Baskets Elchingen in die 2. Bundesliga ProB ging. Er wurde mit der Mannschaft Erster der ProB-Süd und erzielte im Verlauf der wegen der Ausbreitung des Coronavirus SARS-CoV-2 Mitte März 2020 abgebrochenen Saison 2019/20 im Durchschnitt 12,4 Punkte je Begegnung. Ende August 2020 wurde er von ProB-Aufsteiger SG Lützel-Post Koblenz verpflichtet. Ende Januar 2021 verließ er Koblenz aus persönlichen Gründen.
Er verlegte sich 2021 zunächst auf die Basketballspielart „3-gegen-3“ und wurde Mitglied einer in Düsseldorf ansässigen Mannschaft, die gleichzeitig die deutsche Nationalmannschaft bildet. Im Dezember 2021 wurde er zudem in der ursprünglichen Spielform Mitglied des Drittligisten RheinStars Köln, wechselte aber im selben Monat nach Koblenz zurück, ohne zuvor ein Punktspiel für Köln bestritten zu haben. Für Koblenz kam Mampuya bis zum Ende der Saison 2021/22 auf einen Punkteschnitt von 4,4.
Zur Saison 2022/23 wechselte Mampuya zum Zweitligisten Wiha Panthers Schwenningen. Er erzielte für Schwenningen im Durchschnitt 8,2 Punkte je Begegnung, war mit der Mannschaft am Ende des Spieljahres 2022/23 Tabellenletzter. Geprägt war die Saison von Schwenningens Insolvenz. Er ging im Sommer 2023 zum Drittligaaufsteiger BG 2000 Berlin. Für diesen spielte Mampuya bis Dezember 2023 und wechselte im Januar 2024 zum Ligakonkurrenten SSV Lokomotive Bernau.
Im Juli 2024 wurde Mampuya als Neuzugang der BG Bitterfeld-Sandersdorf-Wolfen 06 verkündet, allerdings wurde die Vereinbarung einen Monat später wieder aufgehoben, nachdem sich Mampuya eine schwere Verletzung zugezogen hatte. Im Dezember 2024 wechselte er zum dänischen Zweitligisten BK Vejen.